# Osteoarthritis and Cartilage
Osteoarthritis and Cartilage, abgekürzt Osteoarthritis Cartilage, ist eine wissenschaftliche Fachzeitschrift, die vom Elsevier-Verlag veröffentlicht wird. Die Zeitschrift ist das offizielle Publikationsorgan der OsteoArthritis Research Society International und erscheint mit zwölf Ausgaben im Jahr. Es werden Arbeiten veröffentlicht, die sich mit rheumatischen und arthritischen Erkrankungen sowie Erkrankungen des Knorpel beschäftigen.
Der Impact Factor des Journals lag im Jahr 2022 bei 7,000. Nach der Statistik des ISI Web of Knowledge wird das Journal mit diesem Impact Factor in der Kategorie Rheumatologie an siebenter Stelle von 32 Zeitschriften und in der Kategorie Orthopädie an dritter Stelle von 72 Zeitschriften geführt.